# E-mu Audity

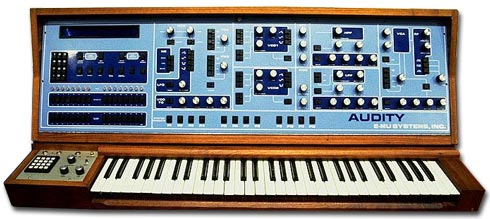
E-mu Audity

L'E-mu Audity era un sintetizzatore analogico controllato a computer prodotto nel 1978 dalla E-mu Systems, inizialmente nato come progetto commissionato da Peter Baumann dei Tangerine Dream e sviluppatosi poi come competitore del Sequential Circuits Prophet 5. Il progetto base venne finanziato con la royalty pagata dalla stessa Sequential Circuits per l'uso della tecnologia a scanning di brevetto della E-mu.
Una sola unità venne costruita del tutto e non venne mai venduta, probabilmente a causa dell'esorbitante prezzo (circa 69.000 dollari). Questa venne esposta, nel maggio 1980, alla convention AES, dove la Sequential Circuits fece sapere alla E-mu di aver terminato il pagamento della royality; questo fece decadere ufficialmente il progetto. Comunque, le ricerche effettuate per l'Audity furono basilari per lo sviluppo di un secondo progetto, che portò poi al rilascio dell'Emulator.
L'unica unità prodotta dell'Audity è oggi conservata alla Audities Foundation a Calgary, non più funzionante.